# Planerit
Planerit ist ein selten vorkommendes Mineral aus der Mineralklasse der „Phosphate, Arsenate und Vanadate“ mit der idealisierten chemischen Zusammensetzung Al6(PO4)2(PO3OH)2(OH)8·4H2O oder in der kristallchemischen Strukturformel-Schreiweise nach Strunz ◻Al6[(OH)8|(PO4)2|(PO3OH)2]·4H2O. Planerit ist damit chemisch gesehen ein wasserhaltiges Aluminium-Phosphat mit zusätzlichen Hydroxidionen. Das Symbol □ in der Strunz-Formel zeigt an, dass dieser Strukturplatz nicht vollständig besetzt ist.
Planerit kristallisiert im triklinen Kristallsystem, entwickelt allerdings nur mikroskopisch kleine Kristalle, die entweder kugelige bzw. nierenförmige Mineral-Aggregate oder krustige Überzüge bilden. Das Mineral ist im Allgemeinen undurchsichtig und nur an dünnen Kanten durchscheinend. Frische Proben sind zunächst hellgrün bis fast weiß, dunkeln aber an der Luft mit der Zeit nach zu blaugrün oder olivgrün.
Planerit ist Mitglied der „Türkisgruppe“ und bildet mit Türkis (CuAl6[(OH)2|PO4]·4H2O) eine Mischkristallreihe.

## Etymologie und Geschichte
Erstmals entdeckt wurde Planerit in Mineralproben vom Berg Tschernowskaja (russisch Черновская) nahe der Stadt Werchnjaja Syssert (englisch Verkhnyaya Sysert’, russisch Верхняя Сысерть) im Ural-Gebirge in der russischen Oblast Swerdlowsk. Die Erstbeschreibung erfolgte 1862 durch Hans Rudolph Hermann, der das Mineral nach seinem Entdecker, dem russischen Mineralogen und Direktor der Kupferhütte Gumechewsk Dmitri Iwanowitsch Planer (russisch Дмитрий Иванович Планер, 1821–1882), benannte.
In seinem ebenfalls 1862 auf Russisch veröffentlichten Bericht über „Materialien für die Mineralogie Russlands“ (englisch Materials for Mineralogy of Russia) charakterisierte N. I. Kokscharow das Mineral Planerit als „ein Mineral, das in dünnen traubenartigen Krusten auf Quarz vorkommt“. Er gab jedoch als Fundort fälschlicherweise die Kupfergrube Gumeshevskii bei Polewskoi weit westlich von Syssert an. Möglicherweise wurde dieser Irrtum dadurch ausgelöst, dass Planer der Direktor des Bergwerks Gumeshevskii war. Erschwerend kam hinzu, dass die falsche Angabe der Typlokalität in vielen mineralogischen Nachschlagewerken wiederholt wurde. 1867 wies Planer allerdings auf diesen Fehler hin:

“Planerite was found on the Chernaya River, in a lofty steep mountain […] 5 versts from Sysert' Zavod and 49 versts south of Yekaterinburg […], but not in the Gumeshevskii Mine.”

„Planerit wurde am Fluss Tschernaja (russisch Черная) in einem hohen steilen Berg gefunden […] 5 Werst von Sysert' Zavod und 49 Werst südlich von Jekaterinburg […], aber nicht im Bergwerk Gumeshevskii.“

Das Typmaterial des Minerals wird im Mineralogischen Museum, benannt nach A. J. Fersman (FMM) in Moskau unter der Katalog-Nr. 5404 aufbewahrt.
Im Zuge der Entdeckung von Aheylit (Fe2+Al6(PO4)4(OH)8·4H2O) 1984 und einer daraufhin nötigen Neu-Untersuchung der Türkisgruppe wurde die chemische Formel für Planerit neu definiert mit ◻Al6(PO4)2(PO3OH)2(OH)8·4H2O und diese Neudefinition von der International Mineralogical Association (IMA) als eigenständige Mineralart anerkannt.

## Klassifikation
In der veralteten 8. Auflage der Mineralsystematik nach Strunz gehörte der Planerit zur Mineralklasse der „Phosphate, Arsenate, Vanadate“ und dort zur Abteilung „Wasserhaltige Phosphate, Arsenate und Vanadate mit fremden Anionen“, wo er gemeinsam mit Chalkosiderit, Coeruleolaktit, Faustit und Türkis in der „Türkis-Reihe“ mit der Systemnummer VII/D.08 steht.
In der zuletzt 2018 überarbeiteten Lapis-Systematik nach Stefan Weiß, die formal auf der alten Systematik von Karl Hugo Strunz in der 8. Auflage basiert, erhielt das Mineral die System- und Mineralnummer VII/D.15-010. Dies entspricht der Klasse der „Phosphate, Arsenate und Vanadate“ und dort der Abteilung „Wasserhaltige Phosphate, mit fremden Anionen“, wo Planerit zusammen mit Afmit, Aheylit, Chalkosiderit, Clarait, Faustit, Kobokoboit und Türkis die „Türkisgruppe“ mit der Systemnummer VII/D.15 bildet.
Die von der International Mineralogical Association (IMA) zuletzt 2009 aktualisierte 9. Auflage der Strunz’schen Mineralsystematik ordnet den Planerit in die Klasse der „Phosphate, Arsenate und Vanadate“ und dort in die Abteilung „Phosphate usw. mit zusätzlichen Anionen; mit H2O“ ein. Hier ist das Mineral in der Unterabteilung „Mit ausschließlich mittelgroßen Kationen; (OH usw.) : RO4 = 2 : 1“ zu finden, wo es zusammen mit Aheylit, Chalkosiderit, Faustit und Türkis die „Türkisgruppe“ mit der Systemnummer 8.DD.15 bildet.
In der vorwiegend im englischen Sprachraum gebräuchlichen Systematik der Minerale nach Dana hat Planerit die System- und Mineralnummer 42.09.03.06. Das entspricht der Klasse der „Phosphate, Arsenate und Vanadate“ und dort der Abteilung „Wasserhaltige Phosphate etc., mit Hydroxyl oder Halogen“. Hier findet er sich innerhalb der Unterabteilung „Wasserhaltige Phosphate etc., mit Hydroxyl oder Halogen mit (A)3(XO4)2 Zq × x(H2O)“ in der „Türkisgruppe“, in der auch Türkis, Coeruleolaktit, Faustit, Chalkosiderit und Aheylit eingeordnet sind.

## Kristallstruktur
Planerit kristallisiert in der triklinen Raumgruppe P1 (Raumgruppen-Nr. 2) mit den Gitterparametern a = 7,65 Å; b = 10,15 Å; c = 7,65 Å; α = 111,9°; β = 115,9° und γ = 67,6° sowie eine Formeleinheit pro Elementarzelle.

## Eigenschaften
Beim Erhitzen färbt sich Planerit grau und „dekrepitiert“ (auch Dekrepitation, Abknistern), d. h. das enthaltene Kristallwasser entweicht mit knisterndem Geräusch und das Mineral zerstäubt bzw. zerspringt in kleine Teilchen.
Das Mineral ist relativ unempfindlich gegen Säuren, beim Kochen in Natronlauge zersetzt es sich jedoch leicht.

## Modifikationen und Varietäten
Der in der Grube „Rindsberg“ bei Katzenelnbogen in Rheinland-Pfalz entdeckte und von T. Petersen 1871 erstbeschriebene, milchweiße bis hellblaue Coeruleolaktit (von „Coeruleom“ für Himmelblau und „Lac“ für Milch) stellte sich bei späteren Neuanalysen als Mineralgemenge aus Planerit, Variscit und Wavellit heraus. Coeruleolaktit wurde daher 2006 als eigenständige Mineralart diskreditiert.

## Bildung und Fundorte

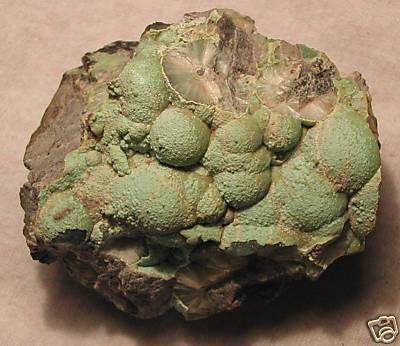
Hellgrüne Kruste aus Planerit auf radialstrahlig-kugeligem Wavellit aus Mount Ida, Montgomery County, Arkansas, USA

Planerit bildet sich sekundär in phosphatreichen Aluminium-Lagerstätten. Als Begleitmineral können unter anderem Quarz, Wavellit, Variscit und Metavariscit auftreten.
Als seltene Mineralbildung konnte Planerit nur an wenigen Fundorten nachgewiesen werden, wobei weltweit bisher 45 Fundorte dokumentiert sind (Stand 2021). Neben seiner Typlokalität am Berg Tschernowskaja in der Oblast Swerdlowsk konnte das Mineral in Russland noch in einem Steinbruch am Berg Temir etwa einen Kilometer westlich von Zauralovo nahe der Stadt Tschebarkul in der Oblast Tscheljabinsk im Föderationskreis Ural sowie in der Zinn-Lagerstätte Këster im Arga-Ynnakh-Khai-Granitmassiv in der russischen Republik Sacha (Jakutien) im Föderationskreis Ferner Osten gefunden werden.
In Deutschland kennt man Planerit bisher aus den Gruben Mark bei Essershausen und Rotläufchen bei Waldgirmes in Hessen, vom Berg Hardtkopf bei Linnepe, dem Steinbruch Föckinghausen bei Bestwig und der Grube David bei Warstein in Nordrhein-Westfalen sowie von der Absetzerhalde des Tagebaus Lichtenberg in der Uran-Lagerstätte nahe Ronneburg in Thüringen.
Weitere bisher bekannte Fundorte liegen unter anderem in Australien, Burundi, Frankreich, Irland, Italien, Japan, der Demokratischen Republik Kongo (Zaire), Neuseeland, Portugal, Rumänien, Spanien, Südafrika, Tschechien und den Vereinigten Staaten von Amerika (USA).